# Dag Fornæss
Dag Fornæss (Hamar, Noorwegen), 30 juni 1948) is een Noors oud-langebaanschaatser.
Fornæss won enkele grote toernooien, waaronder het WK allround in Deventer en het EK allround in Inzell in 1969. Twee jaar later werd Fornæss in Heerenveen Europees kampioen voor Ard Schenk. Dit was het toernooi waarin Jan Bols gediskwalificeerd werd omdat hij niet tijdig van baan wisselde en 2 ronden achter elkaar in de buitenbaan reed tijdens zijn 5 km. Het Nederlandse publiek was ziedend en reageerde de frustratie op agressieve wijze af op de Noorse titelkandidaat, die absoluut niets met de reglementaire beslissing van de officials van de internationale schaatsbond ISU te maken had.
In 1972 nam Fornæss deel aan de Olympische Spelen in Sapporo maar met mindere resultaten vanwege een liesblessure die hij had opgelopen bij het Noorse sprintkampioenschap eerder dat jaar. Aan het eind van het seizoen kreeg hij een aanbod om deel te nemen aan de nieuw op te zetten professionele schaatscompetitie, maar dit aanbod sloeg hij af en stopte met wedstrijdschaatsen.
Voetballen kon Fornæss ook aardig en in 1972 speelde hij in de hoogste nationale divisie voor Skeid Fotball te Oslo.

## Records

### Persoonlijke records
| Afstand      | Tijd    | Datum           | Baan              |
| ------------ | ------- | --------------- | ----------------- |
| 500 meter    | 39,1    | 15 januari 1972 | Davos             |
| 1000 meter   | 1.20,6  | 3 maart 1971    | Notodden          |
| 1500 meter   | 2.01,98 | 23 januari 1972 | Davos             |
| 3000 meter   | 4.17,4  | 28 januari 1968 | Cortina d'Ampezzo |
| 5000 meter   | 7.20,6  | 4 maart 1972    | Inzell            |
| 10.000 meter | 15.23,8 | 2 maart 1969    | Inzell            |

### Wereldrecords
| Nr. | Afstand    | Tijd   | Datum           | Baan              |
| --- | ---------- | ------ | --------------- | ----------------- |
| 1.  | 3000 meter | 4.17,4 | 28 januari 1969 | Cortina d'Ampezzo |

## Resultaten
| Jaar | EK Allround | Olympische Spelen   | WK Allround | WK Sprint |
| ---- | ----------- | ------------------- | ----------- | --------- |
| 1969 | Goud        |                     | Goud        |           |
| 1970 | Zilver      |                     | 5e          | 10e       |
| 1971 | Goud        |                     | 4e          | -         |
| 1972 | 5e          | 13e 1500m 13e 1000m | -           | -         |

### Medaillespiegel
| Kampioenschap     | Goud | Zilver | Brons |
| ----------------- | ---- | ------ | ----- |
| EK Allround       | 2    | 1      | 0     |
| Olympische Spelen | 0    | 0      | 0     |
| WK Allround       | 1    | 0      | 0     |
| WK Sprint         | 0    | 0      | 0     |

Onofficiële Europese kampioenschappen

1891: Onbeslist ·
1892: Onbeslist · 
1946: Göthe Hedlund 

Officiële Europese kampioenschappen

1893: Rudolf Ericson · 
1894: Onbeslist ·
1895: Alfred Næss · 
1896: Julius Seyler · 
1897: Julius Seyler · 
1898: Gustaf Estlander · 
1899: Peder Østlund · 
1900: Peder Østlund · 
1901: Rudolf Gundersen · 
1902: Johan Schwartz · 
1903: Onbeslist ·
1904: Rudolf Gundersen · 
1905: Johan Vikander · 
1906: Rudolf Gundersen · 
1907: Moje Öholm · 
1908: Moje Öholm · 
1909: Oscar Mathisen · 
1910: Nikolaj Stroennikov · 
1911: Nikolaj Stroennikov · 
1912: Oscar Mathisen · 
1913: Vasilij Ippolitov · 
1914: Oscar Mathisen · 
1922: Clas Thunberg · 
1923: Harald Strøm · 
1924: Roald Larsen · 
1925: Otto Polacsek · 
1926: Julius Skutnabb · 
1927: Bernt Evensen · 
1928: Clas Thunberg · 
1929: Ivar Ballangrud · 
1930: Ivar Ballangrud · 
1931: Clas Thunberg · 
1932: Clas Thunberg · 
1933: Ivar Ballangrud · 
1934: Michael Staksrud · 
1935: Karl Wazulek · 
1936: Ivar Ballangrud · 
1937: Michael Staksrud · 
1938: Charles Mathiesen · 
1939: Alfons Bērziņš · 
1947: Åke Seyffarth · 
1948: Reidar Liaklev · 
1949: Sverre Farstad · 
1950: Hjalmar Andersen · 
1951: Hjalmar Andersen · 
1952: Hjalmar Andersen · 
1953: Kees Broekman · 
1954: Boris Sjilkov · 
1955: Sigge Ericsson · 
1956: Jevgeni Grisjin · 
1957: Oleg Gontsjarenko · 
1958: Oleg Gontsjarenko · 
1959: Knut Johannesen · 
1960: Knut Johannesen · 
1961: Viktor Kositsjkin · 
1962: Robert Merkoelov · 
1963: Nils Egil Aaness · 
1964: Ants Antson · 
1965: Eduard Matoesevitsj · 
1966: Ard Schenk · 
1967: Kees Verkerk · 
1968: Fred Anton Maier · 
1969: Dag Fornæss · 
1970: Ard Schenk · 
1971: Dag Fornæss · 
1972: Ard Schenk · 
1973: Göran Claeson · 
1974: Göran Claeson · 
1975: Sten Stensen · 
1976: Kay Arne Stenshjemmet · 
1977: Jan Egil Storholt · 
1978: Sergej Martsjoek · 
1979: Jan Egil Storholt · 
1980: Kay Arne Stenshjemmet · 
1981: Amund Sjøbrend · 
1982: Tomas Gustafson · 
1983: Hilbert van der Duim · 
1984: Hilbert van der Duim · 
1985: Hein Vergeer · 
1986: Hein Vergeer · 
1987: Nikolaj Goeljajev · 
1988: Tomas Gustafson · 
1989: Leo Visser · 
1990: Bart Veldkamp · 
1991: Johann Olav Koss · 
1992: Falko Zandstra · 
1993: Falko Zandstra · 
1994: Rintje Ritsma · 
1995: Rintje Ritsma · 
1996: Rintje Ritsma · 
1997: Ids Postma · 
1998: Rintje Ritsma · 
1999: Rintje Ritsma · 
2000: Rintje Ritsma · 
2001: Dmitri Sjepel · 
2002: Jochem Uytdehaage · 
2003: Gianni Romme · 
2004: Mark Tuitert · 
2005: Jochem Uytdehaage · 
2006: Enrico Fabris · 
2007: Sven Kramer · 
2008: Sven Kramer · 
2009: Sven Kramer · 
2010: Sven Kramer · 
2011: Ivan Skobrev · 
2012: Sven Kramer · 
2013: Sven Kramer · 
2014: Jan Blokhuijsen · 
2015: Sven Kramer · 
2016: Sven Kramer · 
2017: Sven Kramer · 
2019: Sven Kramer · 
2021: Patrick Roest · 
2023: Patrick Roest · 
2025: Sander Eitrem
- Virtual International Authority File: 348149106313368492606